# Fremdartiger Drachenkopf
Der Fremdartige Drachenkopf (Dracocephalum peregrinum) ist eine Pflanzenart aus der Gattung der Drachenköpfe (Dracocephalum) in der Familie der Lippenblütler (Lamiaceae).

## Beschreibung
Der Fremdartige Drachenkopf ist eine ausdauernde, krautige Pflanze, die Wuchshöhen zwischen 15 und 30 Zentimetern erreicht. Der Blattrand ist dornig gezähnt. Auf der Blattspitze befindet sich ein Dörnchen. Die Krone ist blau, rot oder weiß und 22 bis 32 Millimeter lang.
Die Blütezeit reicht von Juni bis August.
Die Chromosomenzahl beträgt 2n = 12.

## Verbreitung
Die Art kommt im Südwesten Sibiriens, in Kasachstan, in der Mongolei und im Autonomen Gebiet Xinjiang im nordwestlichen China auf alpinen Grasfluren und in Felsspalten vor.

## Systematik
Dracocephalum peregrinum wurde 1756 von Carl von Linné in Centuria II. Plantarum, Seite 20, erstveröffentlicht. Synonyme für Dracocephalum peregrinum sind Dracocephalum politowii Gand., Ruyschiana peregrina (L.) House und Ruyschiana verticillata Mill.

## Nutzung
Der Fremdartige Drachenkopf wird selten als Zierpflanze für Steingärten genutzt.